# South Swindon
South Swindon (innan 2024 Central Swindon South) är en civil parish i distriktet Swindon, i grevskapet Wiltshire, i England. Det inkluderar Badbury Park, Eastcott, Lawn, Old Town och Old Walcot. Civil parishen inrättades den 1 april 2017. Civil parish hade 62 871 invånare år 2021.